# Elecciones del Consejo de Seguridad de las Naciones Unidas de 2011
Las elecciones del Consejo de Seguridad de Naciones Unidas se realizaron entre el 21 y 24 de octubre de 2011, durante la 66.ª sesión de la Asamblea General de Naciones Unidas, a celebrada en la Sede de la Organización de las Naciones Unidas en Nueva York. La elección tuvo por objetivo designar cinco puestos de miembros no permanentes en el Consejo de Seguridad de la ONU para mandatos de dos años que comenzaron el 1 de enero de 2012.
De conformidad con las normas de rotación del Consejo de Seguridad, por las cuales los diez cupos para miembros no permanentes del CSNU rotan entre los distintos bloques regionales en los que los Estados miembros de las Naciones Unidas se dividen tradicionalmente para fines de votación y representación, los cinco asientos disponibles se asignan de la siguiente manera:
- Dos para África (ocupados por Gabón y Nigeria)
- Uno para Asia (ocupado por Líbano)
- Uno para América Latina (en poder de Brasil)
- Uno para el Grupo de Europa Oriental (en poder de Bosnia y Herzegovina)

Los cinco miembros integrarán el Consejo de Seguridad para el período 2012-2013.

## Candidatos
Guatemala ha indicado que se postulará para el término 2012-2013, para el puesto actualmente ocupado por el Brasil. Guatemala es uno de los seis miembros originales de la ONU que nunca ha ocupado un asiento en el Consejo de Seguridad.
Azerbaiyán y Hungría han anunciado su intención de postularse para el único cupo de Europa Oriental.
Mauritania y Marruecos tratan de ser elegidos para los dos asientos de África.
Japón y Pakistán han anunciado su intención de postularse para el único asiento asiático. Japón terminó su período más reciente el 31 de diciembre de 2010 y también ha anunciado su intención de aspirar a un asiento para el período 2016-2017.

## Resultados

### África
| Resultados para el Grupo Africano | Resultados para el Grupo Africano | Resultados para el Grupo Africano | Resultados para el Grupo Africano |
| --------------------------------- | --------------------------------- | --------------------------------- | --------------------------------- |
| Miembro                           | 1.ª votación                      | 2.ª votación                      | 3.ª votación                      |
| Marruecos                         | 151                               | —                                 | —                                 |
| Togo                              | 119                               | 119                               | 131                               |
| Mauritania                        | 98                                | 72                                | 61                                |
| abstenciones                      | 0                                 | 2                                 | 1                                 |
| mayoría requerida                 | 129                               | 128                               | 128                               |

### Asia
| Resultados para el Grupo Asiático | Resultados para el Grupo Asiático |
| --------------------------------- | --------------------------------- |
| Miembro                           | 1.ª votación                      |
| Pakistán                          | 129                               |
| Kirguistán                        | 55                                |
| Fiyi                              | 1                                 |

Fiyi se había retirado antes de las elecciones e iniciado campaña de apoyo a Pakistán.

### Latinoamérica y el Caribe
Guatemala no tuvo oposición para el asiento del GRULAC y fue elegido con 191 votos en la primera ronda de votación, con dos abstenciones.

### Europa del este

#### Día 1
| Miembro           | Votación 1 | Votación 2 | Votación 3 | Votación 4 | Votación 5 | Votación 6 | Votación 7 | Votación 8 | Votación 9 |
| Azerbaiyán        | 74         | 90         | 93         | 93         | 98         | 96         | 100        | 110        | 113        |
| Eslovenia         | 67         | 97         | 99         | 98         | 93         | 95         | 91         | 80         | 77         |
| Hungría           | 52         | —          | —          | —          | 1          | —          | —          | —          | —          |
| Estonia           | —          | —          | —          | —          | —          | 1          | 1          | —          | —          |
| electores         | 193        | 193        | 193        | 192        | 193        | 193        | 193        | 191        | 191        |
| abstenciones      | —          | 1          | 1          | 1          | 1          | 1          | 1          | 1          | 1          |
| votos inválidos   | —          | 5          | —          | —          | —          | —          | —          | —          | —          |
| mayoría requerida | 129        | 125        | 128        | 128        | 128        | 128        | 128        | 127        | 127        |

Después de ocho rondas de votación sin definición, el Presidente de la Asamblea Nassir Abdulaziz Al-Nasser inicialmente decidió volver a programar la próxima ronda de votación para el 24 de octubre después de la elección de los miembros de la Consejo Económico y Social. Sin embargo, Azerbaiyán solicitó que la votación debe continuar por una hora más, la solicitud se acordó con el apoyo de Rusia a pesar de la oposición de Francia sobre la base de la falta de servicios de traducción.
Aunque Estonia no se había presentado como candidato, la 6 ª ronda, que era libre, contó con un voto para ellos.

#### Día 2
| Miembro           | Votación 10 | Votación 11 | Votación 12 | Votación 13 | Votación 14 | Votación 15 | Votación 16 | Votación 17 |
| Azerbaiyán        | 110         | 110         | 111         | 111         | 110         | 117         | 116         | 155         |
| Eslovenia         | 83          | 82          | 81          | 80          | 81          | 76          | 77          | 13          |
| Hungría           | —           | —           | —           | —           | —           | —           | —           | 1           |
| electores         | 193         | 193         | 193         | 192         | 192         | 193         | 193         | 193         |
| abstenciones      | —           | 1           | 1           | 1           | 1           | —           | —           | 24          |
| mayoría requerida | 129         | 128         | 128         | 128         | 128         | 129         | 129         | 113         |

Después de 7 rondas de votación el 24 de octubre, la delegación de Eslovenia informó ante la Asamblea General que, si bien cree que Eslovenia sería una buena adición para el Consejo de Seguridad, no estaba de acuerdo con la forma en que se realizaba la elección y se retiraba de su candidatura. En la ronda de 17, Azerbaiyán logró el necesario 2/3 de la mayoría y ganó el escaño de Europa del Este.